# Reinier Cornelis Bakhuizen van den Brink
Reinier Cornelis Bakhuizen van den Brink ( 30 de enero de 1881 - 3 de abril de 1945) fue un botánico y esforzado explorador neerlandés, que falleció en Indonesia. Era padre del también botánico y compañero de expediciones botánicas Reinier Cornelis Bakhuizen van den Brink Jr (1911-1987).
- La abreviatura «Bakh.» se emplea para indicar a Reinier Cornelis Bakhuizen van den Brink como autoridad en la descripción y clasificación científica de los vegetales.[2]